# Релижьёз
Релижьёз (фр. Religieuse, «монашка») — французское пирожное из заварного теста и заварного (ванильного) крема, разновидность эклера .
Рецепт аналогичен рецепту эклера за исключением подачи. Релижьёз состоит из двух шариков, поставленных один на другой: верхний меньшего размера. Пирожные покрыты помадкой того же вкуса, что и крем, а  масляный крем, обычно приправленный шоколадом, кофе или ванилью, помогает удерживать «головку». Также существуют рецепты с карамелью и другими ингредиентами.
Пирожное, название которого означает «монахиня», было изобретено примерно в 1855—1856 году в Café Frascati, известном парижском кафе, которым владел неаполитанец-мороженщик Фраскати. Вероятно, пирожное напоминает силуэт католической монахини в тёмной одежде и шапочке с белым воротничком.